# (5856) 1994 AL2
1994 أي أل 2 (ويعرف أيضًا باسم (5856) 1994 أي أل 2 وفق تسمية الكوكب الصغير) (بالإنجليزية: 1994 AL2)‏ هو كويكب ضمن حزام الكويكبات؛ وترتيبه 5856 من حيث الاكتشاف.
اكتُشف هذا الجُرم الفلكي بواسطة هيروشي كانيدا في 5 يناير 1994.

## وصلات خارجية
- (5856) 1994 AL2 في قاعدة بيانات مختبر الدفع النفاث لأجرام النظام الشمسي الصغيرة

- الاكتشاف · مخطط المدار ·  العناصر المدارية · المعلمات المادية

- (5856) 1994 AL2 على موقع ويكي سكاي: DSS2, SDSS, GALEX, IRAS, Hydrogen α, X-Ray, Astrophoto, Sky Map, Articles and images